# Deuteragenia ossarium
Espèce
Deuteragenia ossarium est une espèce de guêpes de la famille des Pompilidae.

## Biologie
L'espèce a été découverte dans le Sud-Est de la Chine en 2014. Elle a été baptisée en référence à l'organisation des ossuaires, car la femelle construit son nid avec des cadavres de fourmis destinés à nourrir ses œufs, cadavres qu'elle place dans des cellules organisées en vestibules ou cellules vestibulaires,.
Cette technique est supposée rendre les nids moins vulnérables aux prédateurs par rapport aux nids des autres espèces de guêpes, peut-être en utilisant les signaux chimiques demeurés dans les restes de fourmis mortes afin de camoufler le nid contre les prédateurs ou alors pour les repousser.
La fourmi la plus fréquemment retrouvée dans les cellules vestibulaires de Deuteragenia ossarium est Pachycondyla astuta, une espèce de fourmis agressives disposant d'un aiguillon puissant. Le taux de parasitisme de D. ossarium est également significativement plus faible que celui d'autres espèces de guêpes qui font leur nid dans des cavités.

## Historique
En 2015, l'Institut international d'exploration des espèces l'a nommée dans le Top 10 des nouvelles espèces découvertes en 2014,.

## Galerie

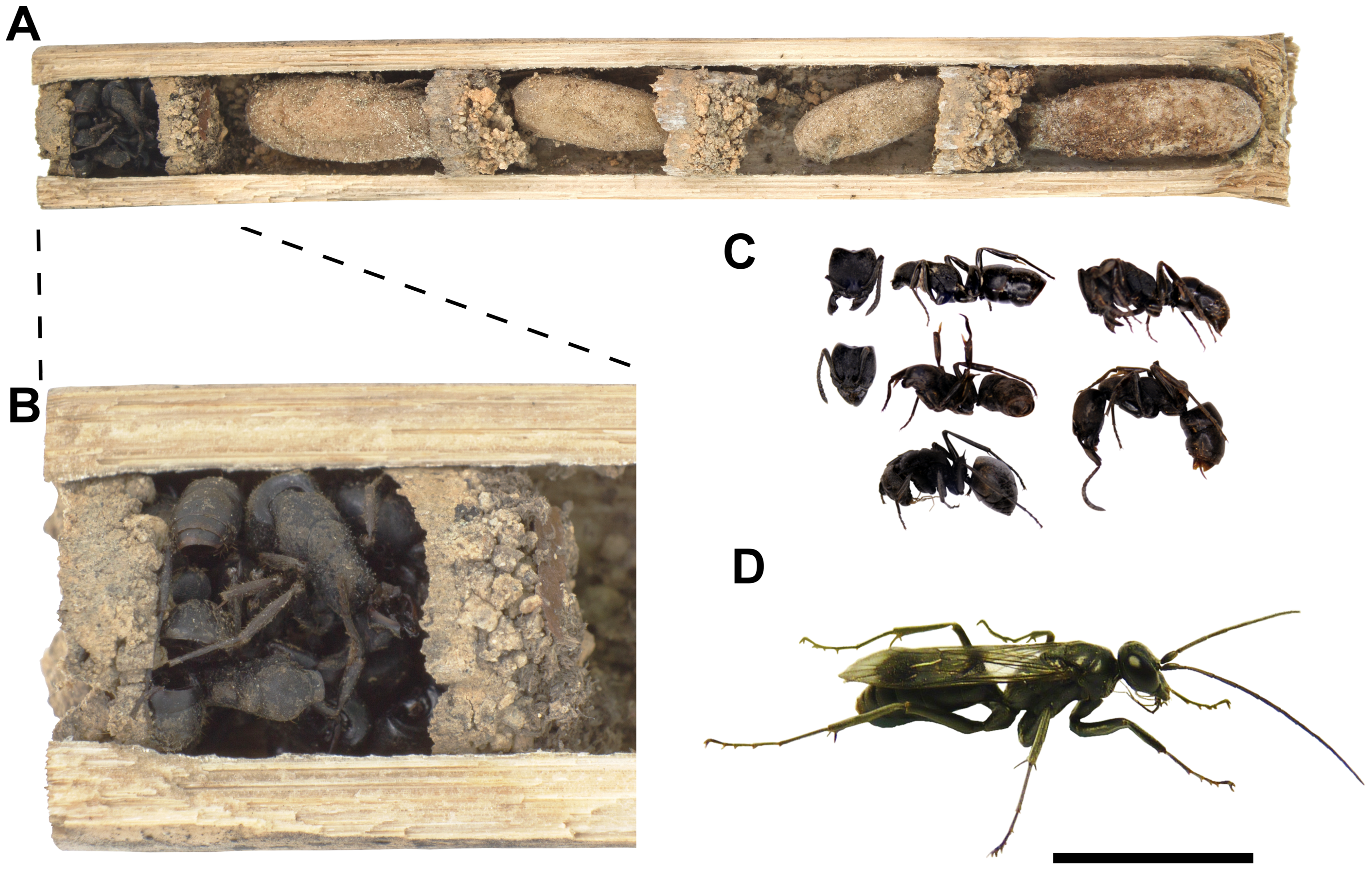
A. Nid, dont les cellules sont séparés par des fines parois en soie. B – Nid terminé par une cellulaire vestibulaire remplie de fourmis. C – Détail d'une cellule vestibulaire. D – Femelle adulte de D. ossarium.
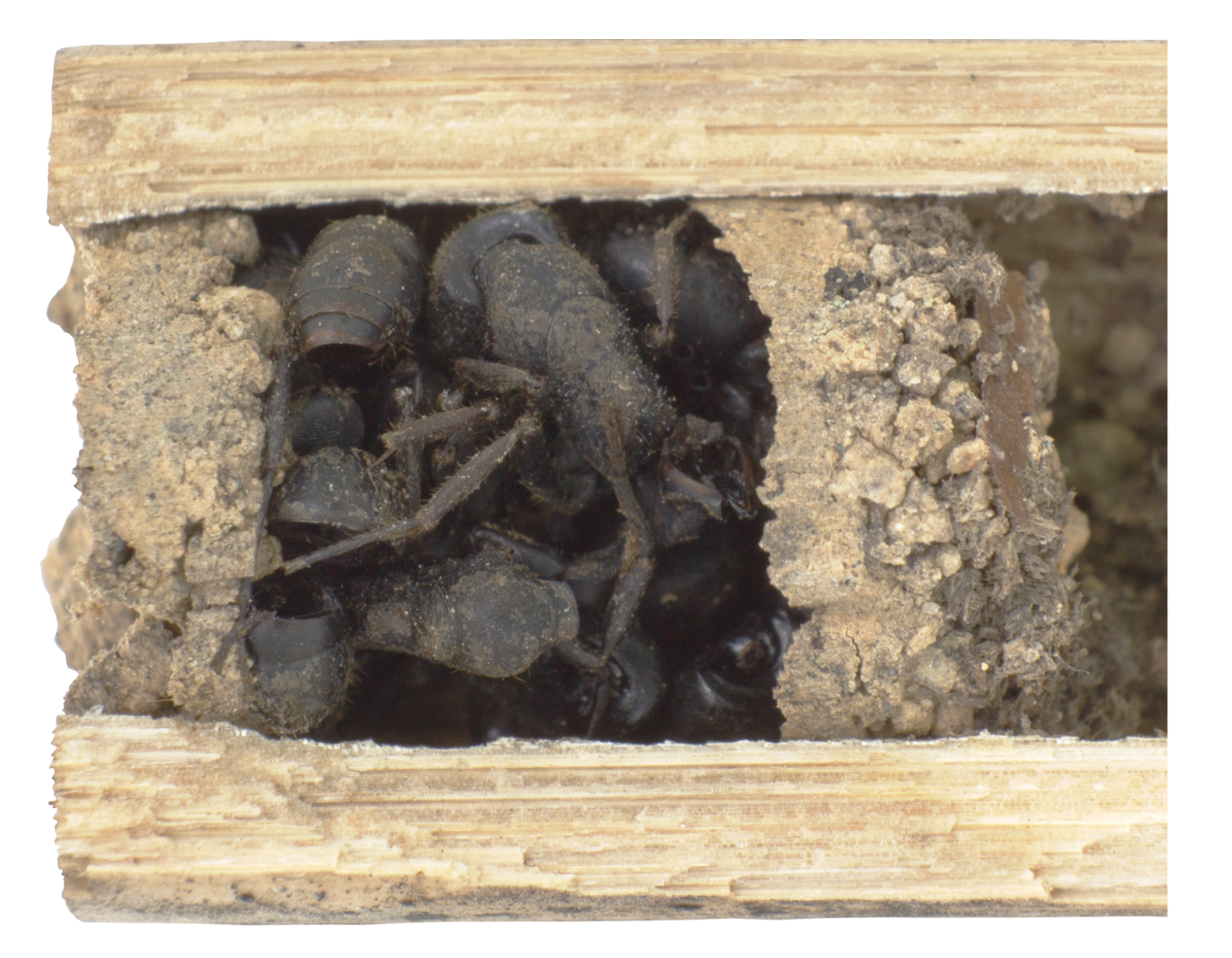
Détail d'une cellule vestibulaire contenant des fourmis mortes.